# Lyn Hejinian
Lyn Hejinian, née le 17 mai 1941 à San Francisco dans l'État de la Californie et morte le 24 février 2024, est une poète, essayiste, traductrice, professeure et directrice de publication américaine. Souvent associée au groupe littéraire des Language poets (en), elle est connue pour son œuvre phare My Life ( en français : Ma Vie), ainsi que pour son essai, The Language of Inquiry. Elle enseigna la littérature américaine contemporaine et la littérature afro-américaine à l'Université de Berkeley. Elle est élue Chancelière de l'Academy of American Poets en 2006, charge qu'elle occupe jusqu'en 2012.

## Biographie

### Jeunesse et formation
Lyn Hejinian, née Lyn Hall, est la fille de Chaffee Earl Hall, un enseignant du secondaire, et de Carolyn Frances Erskine. Elle suit sa scolarité secondaire en Nouvelle-Angleterre,.
En 1963, Lyn Hejinian obtient son Bachelor of Arts à l'université Harvard,.

### Carrière
En 1978, Lyn Hejinian s'installe à San Francisco avec son second mari, le musicien de jazz Larry Ochs,. 
Lyn Hejinian rejoint un groupe de jeunes écrivains qui fréquentent la région de la baie de San Francisco. Ces écrivains rejettent le style dominant de la poésie, surtout son style romantique et lyrique.  C'est ainsi qu'elle fait la connaissance de Barrett Watten (en), Ron Silliman, Carla Harryman (en), Rae Armantrout et d'autres influencés par le formalisme russe et par des écrivains comme Gertrude Stein, James Joyce, Ezra Pound , la Black Mountain poets (en) et de l'École de New York. 
Lyn Hejinian commence une carrière d'enseignante universitaire, d'abord au California College of the Arts durant l'année 1978, puis au New College of California de San Francisco de 1986 à 1987, puis de 1990 à 1998, puis à l'université Naropa (en) de Boulder city durant les séminaires estivaux des années 1992, 1995, 1998, à l'université de Californie à Berkeley de 1993 à 1995, à université de Californie à San Diego de 1994 à 1995. Elle participe également au Iowa Writers' Workshop  de l'université de l'Iowa, au Collège Saint Mary de Californie de Moraga en 1999,. 
Elle publie plus d'une dizaine de recueils de poèmes et de nombreux essais ainsi que deux volumes de traductions du poète russe Arkadi Dragomochtchenko.
Entre 1976 et 1984, Lyn Hejinian est la directrice de publication de la maison d'édition Tuumba Press, et de 1981 à 1999, elle est directrice de publication avec Barrett Watten (en)) de la revue Poetics Journal qu'ils ont fondée. Elle est co-éditrice de Atelos qui publie des collaborations pluridisciplinaires entre les poètes et les autres artistes.
Lyn Hejinian travaille sur un certain nombre de projets de collaboration avec des peintres, des musiciens et des cinéastes. Lyn Hejinian donne des conférences en Russie et à travers l'Europe. Elle reçoit des subventions et des bourses du California Arts Council (en), de l'Academy of American Poets, du National Endowment of the Arts, de la Fondation Guggenheim et de la Poetry Foundation.
Elle est la marraine de la saison printemps 2012 de la NBC Thursday Night Decal Course à l'université de Berkeley.

### Vie privée
En 1961, Lyn Hall épouse John P. Hejinian, le couple divorce en 1972 après avoir mis au monde deux enfants Paul et Anna.
En juillet 1977, Lyn Hejinian épouse en secondes noces, le musicien de jazz, Larry Ochs,.
Lyn Hejinian meurt le 24 février 2024, à l'âge de 82 ans.

## Œuvres

### Recueil de poèmes
- A Thought Is the Bride of What Thinking, Willits, Californie, Tuumba Press, coll. « Tuumb » (no 1), 1976, 16 p. (OCLC 2715317),
- A Mask of Motion, Providence, Rhodes Island, Burning Deck, coll. « Letterpress Poetry Pamphlets », 1977, 32 p. (OCLC 3122598),
- Gesualdo, Berkeley, Californie, Tuumba Press, coll. « Tuumba » (no 15), 1978, 16 p. (OCLC 3937298),
- Redo, Grenada, Mississippi, Salt-Works Press, 1984, 30 p. (ISBN 9789995576950, OCLC 11648962),
- The Guard, Willits, Californie, Tuumba Press, coll. « Tuumba » (no 50), 1984, 29 p. (OCLC 11358673),
- The Cold of Poetry, Los Angeles, Californie, Sun & Moon Press, coll. « Sun & Moon classics » (no 42) (réimpr. 2000) (1re éd. 1994), 208 p. (ISBN 9781557130631, OCLC 30376662, lire en ligne),
- Two Stein talks  (ill. Janet Rodney), Santa Fe, Nouveau Mexique, Weaselsleeves Press, 1995, 47 p. (ISBN 9781878460035, OCLC 34224314),
- Writing Is an Aid to Memory, Los Angeles, Californie, Sun and Moon Press, coll. « Sun and Moon classics » (no 141), 1996, 68 p. (ISBN 9781557132710, OCLC 492931643, lire en ligne),
- A Border Comedy, New York, Granary Books (réimpr. 1999, 2001) (1re éd. 1997), 228 p. (ISBN 9781887123372, OCLC 1253787464, lire en ligne),
- Happily, Sausalito, Californie, Post-Apollo Press, 2000, 39 p. (ISBN 9780942996388, OCLC 494035288),
- The Beginner, Berkeley, Californie, Tuumba Press (réimpr. 2002) (1re éd. 2000), 42 p. (ISBN 9781931157032, OCLC 493664384),
- Slowly, Berkeley, Californie, Tuumba Press (réimpr. 2002) (1re éd. 2000), 43 p. (ISBN 9781931157025, OCLC 493664280),
- The Fatalist, Richmond, Californie, Omnidawn, 2003, 88 p. (ISBN 9781890650124, OCLC 52165679),
- Saga / circus, Richmond, Californie, Omnidawn Publishing, 2008, 148 p. (ISBN 9781890650346, OCLC 690832037),
- The Book of a Thousand Eyes, Richmond, Californie, Omnidawn Publisher, 2012, 348 p. (ISBN 9781890650575, OCLC 757473748, lire en ligne),
- The Unfollowing, Oakland, Californie, Omnidawn Publishing, 2016, 89 p. (ISBN 9781632430151, OCLC 923650864),
- Positions of the Sun, Brooklyn, état de New York, Belladonna* Collaborative, coll. « Belladonna Germinal Texts » (no 2), 2018, 176 p. (ISBN 9780998843902, OCLC 1001287400),
- Tribunal, Oakland, Californie, Omnidawn Publishing, 2019, 88 p. (ISBN 9781632430663, OCLC 1050456879),
- Lyn Hejinian et Leslie Scalapino, Hearing, Brooklyn, New York, Litmus Press, 2021, 100 p. (ISBN 9781933959474, OCLC 1224584899),

### Autobiographie poétique
- The Cell, Los Angeles, Californie, Sun & Moon Press, coll. « Sun & Moon classics » (no 21), 1992, 217 p. (ISBN 9781557130211, OCLC 26746932),
- My Life, Providence, Rhode Island., Burning Deck (réimpr. 1987, 1991, 2002, 2013, 2017) (1re éd. 1980), 172 p. (ISBN 9781931243339, OCLC 7426550, lire en ligne),
- My Life in the Nineties, New York, Shark Books, 2003, 92 p. (ISBN 9780966487190, OCLC 53701941, lire en ligne),

### Philosophie esthétique
- The Language of Inquiry, Berkeley, Californie, University of California Press, 2000, 460 p. (ISBN 9780520217003, OCLC 1228558746, lire en ligne),

### Traductions du poète et romancier russe Arkadi Dragomochtchenko
- (en-US) Arkadii Dragomoshchenko (trad. du russe par Lyn Hejinian et Elena Balashova), Xenia, Los Angeles, Californie, Sun & Moon Press, coll. « Sun & Moon classics » (no 29) (réimpr. 1994) (1re éd. 1989), 166 p. (ISBN 9781557131072, OCLC 28708842),
- (en-US) Arkadii Dragomoshchenko (trad. du russe par Lyn Hejinian et Elena Balashova), Description, Los Angeles, Californie, Sun & Moon Press, coll. « Sun & Moon classics » (no 9), 1990, 135 p. (ISBN 9781557130754, OCLC 22450930),
- (en-US) Kent Johnson (dir.), Stephen M. Ashby (dir.) et Lyn Hejinian, Third Wave : The New Russian Poetry, Ann Arbor, Michigan, University of Michigan Press, 1992, 297 p. (ISBN 9780472094158, OCLC 1407502128, lire en ligne), p. 67-87,

## Pour approfondir

#### Notices dans des encyclopédies ou des manuels de référence
- (en-US) Megan Simpson, Poetic Epistemologies, Albany, état de New York, State University of New York Press, coll. « SUNY series in feminist criticism and theory », 2000, 252 p. (ISBN 9780791444450, OCLC 1150990139, lire en ligne), p. 1-29,
- (en-US) Thomas Riggs, Contemporary Poets, Detroit, Michigan, St. James Press, coll. « Contemporary Writers Series », 2001, 1453 p. (ISBN 9781558623491, OCLC 55960381, lire en ligne), p. 511-513,
- (en-US) Eric L. Haralson (dir.), Encyclopedia of American Poetry : The Twentieth Century, New York, Routledge (réimpr. 2014) (1re éd. 2001), 854 p. (ISBN 9780415890779, OCLC 869095766, lire en ligne), p. 293-294. ,
- (en-US) Rosemary M. Canfield Reisman (dir.), Critical Survey of Poetry : American Poets, vol. 2 : British, Irish, and Commonwealth poets, Pasadena, Californie, Salem Press, 2011, 1209 p. (ISBN 9781587655852, lire en ligne), p. 836-841. ,
- (en-GB) Ian Hamilton (dir.) et Jeremy Noel-Tod (dir.), the Oxford Companion to Modern Poetry, Oxford, Oxfordshire, Royaume -Uni, Oxford University Press, coll. « Oxford paperback reference », 2013, 719 p. (ISBN 9780199640256, OCLC 825557412, lire en ligne), p. 260,

#### Articles

##### Années 1990-1999
- (en-US) Hilary Clark, « The Mnemonics of Autobiography: Lyn Hejinian's "My Life" », Biography, vol. 14, no 4,‎ 1991, p. 315-335 (21 pages) (lire en ligne ),
- (en-US) David R. Jarraway, « "My Life" through the Eighties: The Exemplary L=A=N=G=U=A=G=E of Lyn Hejinian », Contemporary Literature, vol. 33, no 2,‎ été 1992, p. 319-336 (18 pages) (lire en ligne ),
- (en-US) Craig Douglas Dworkin, « Penelope Reworking the Twill: Patchwork, Writing, and Lyn Hejinian's "My Life" », Contemporary Literature, vol. 36, no 1,‎ printemps 1995, p. 58-81 (24 pages) (lire en ligne ),
- (en-US) Juliana Spahr, « Resignifying Autobiography: Lyn Hejinian's My Life », American Literature, vol. 68, no 1,‎ mars 1996, p. 139-159 (21 pages) (lire en ligne ),
- (en-US) Alan Shima, « Similar to What It is Not: Lyn Hejinian's "My Life" », Critical Survey, vol. 9, no 2,‎ 1997, p. 94-107 (14 pages) (lire en ligne ),
- (en-US) Lisa Samuels, « Eight Justifications for Canonizing Lyn Hejinian's "My Life" », Modern Language Studies, vol. 27, no 2,‎ printemps 1997, p. 103-119 (17 pages) (lire en ligne ),
- (en-US) Christopher Beach, « Poetic Positionings: Stephen Dobyns and Lyn Hejinian in Cultural Context », Contemporary Literature, vol. 38, no 1,‎ printemps 1997, p. 44-77 (34 pages) (lire en ligne ),
- (en) Kornelia Freitag, « "A pause, a rose, something on paper": Autobiography as Language Writing in Lyn Hejinian's "My Life" », Amerikastudien / American Studies, vol. 43, no 2,‎ 1998, p. 313-327 (15 pages) (lire en ligne ),

##### Années 2000-2019
- (en-GB) Jacob Edmond, « "A Meaning Alliance": Arkady Dragomoshchenko and Lyn Hejinian's Poetics of Translation », "A Meaning Alliance": Arkady Dragomoshchenko and Lyn Hejinian's Poetics of Translation, vol. 46, no 3,‎ automne 2002, p. 551-564 (14 pages) (lire en ligne ),
- (en-GB) Nicky Marsh, « 'Infidelity to an Impossible Task': Postmodernism, Feminism and Lyn Hejinian's 'My Life' », Feminist Review, no 74,‎ 2003, p. 70-80 (11 pages) (lire en ligne ),
- (de) Phillip Mehne, « "Making it strange": Bewusstsein, Erfahrung und Sprache bei Gertrude Stein und Lyn Hejinian », Amerikastudien / American Studies, vol. 48, no 4,‎ 2003, p. 537-561 (25 pages) (lire en ligne ),
- (en) Hélène Aji, « The Stakes of Narrative in the Poetries of David Antin, Ron Silliman and Lyn Hejinian: New Forms, New Constraints », Revue française d'études américaines, no 103,‎ février 2005, p. 79-92 (14 pages) (lire en ligne ),
- (en-US) Stephanie Sandler, « Arkadii Dragomoshchenko, Lyn Hejinian, and the Persistence of Romanticism », Contemporary Literature, vol. 46, no 1,‎ printemps 2005, p. 18-45 (28 pages) (lire en ligne ),
- (en-US) Srikanth Reddy, « Changing the Sjuzet: Lyn Hejinian's Digressive Narratologies », Contemporary Literature, vol. 50, no 1,‎ printemps 2009, p. 54-93 (40 pages) (lire en ligne ),
- (en-US) Jacob Edmond, « The Closures of the Open Text: Lyn Hejinian's "Paradise Found" », Contemporary Literature, vol. 50, no 2,‎ été 2009, p. 240-272 (33 pages) (lire en ligne ),
- (fr) Chloé Thomas, « Déplacements du lyrisme dans le poème autobiographique postmoderne : "My Life" de Lyn Hejinian », Revue française d'études américaines, no 145,‎ 4e trimestre 2015, p. 67-77 (11 pages) (lire en ligne ),
- (en-US) Bronwen Tate, « The Day and the Life: Gender and the Quotidian in Long Poems by Bernadette Mayer and Lyn Hejinian », Journal of Modern Literature, vol. 40, no 1,‎ 2016, p. 42-64 (23 pages) (lire en ligne ),